# دانيكا ياروش
دانيكا ياروش (بالإنجليزية: Danika Yarosh)‏ (مواليد 1 أكتوبر 1998 في موريستاون، الولايات المتحدة) هي ممثلة أمريكية . ظهرت في سلسلة وقح وفي سلسلة الأبطال يولدون من جديد [الإنجليزية]. كم شاركت في البطولة مع توم كروز في فيلم جاك ريتشر: لا عودة مطلقا (2016).

## وصلات خارجية
- دانيكا ياروش على موقع IMDb (الإنجليزية)
- دانيكا ياروش على موقع ميتاكريتيك (الإنجليزية)
- دانيكا ياروش على موقع روتن توميتوز (الإنجليزية)
- دانيكا ياروش على موقع قاعدة بيانات الأفلام العربية
- دانيكا ياروش على موقع ألو سيني (الفرنسية)
- دانيكا ياروش على موقع تيرنر كلاسيك موفيز (الإنجليزية)
- دانيكا ياروش على موقع أول موفي (الإنجليزية)
- دانيكا ياروش على موقع قاعدة بيانات برودواي على الإنترنت (الإنجليزية)
- دانيكا ياروش على موقع قاعدة بيانات الفيلم (الإنجليزية)
- دانيكا ياروش على موقع كينوبويسك (الروسية)